# Món ngon

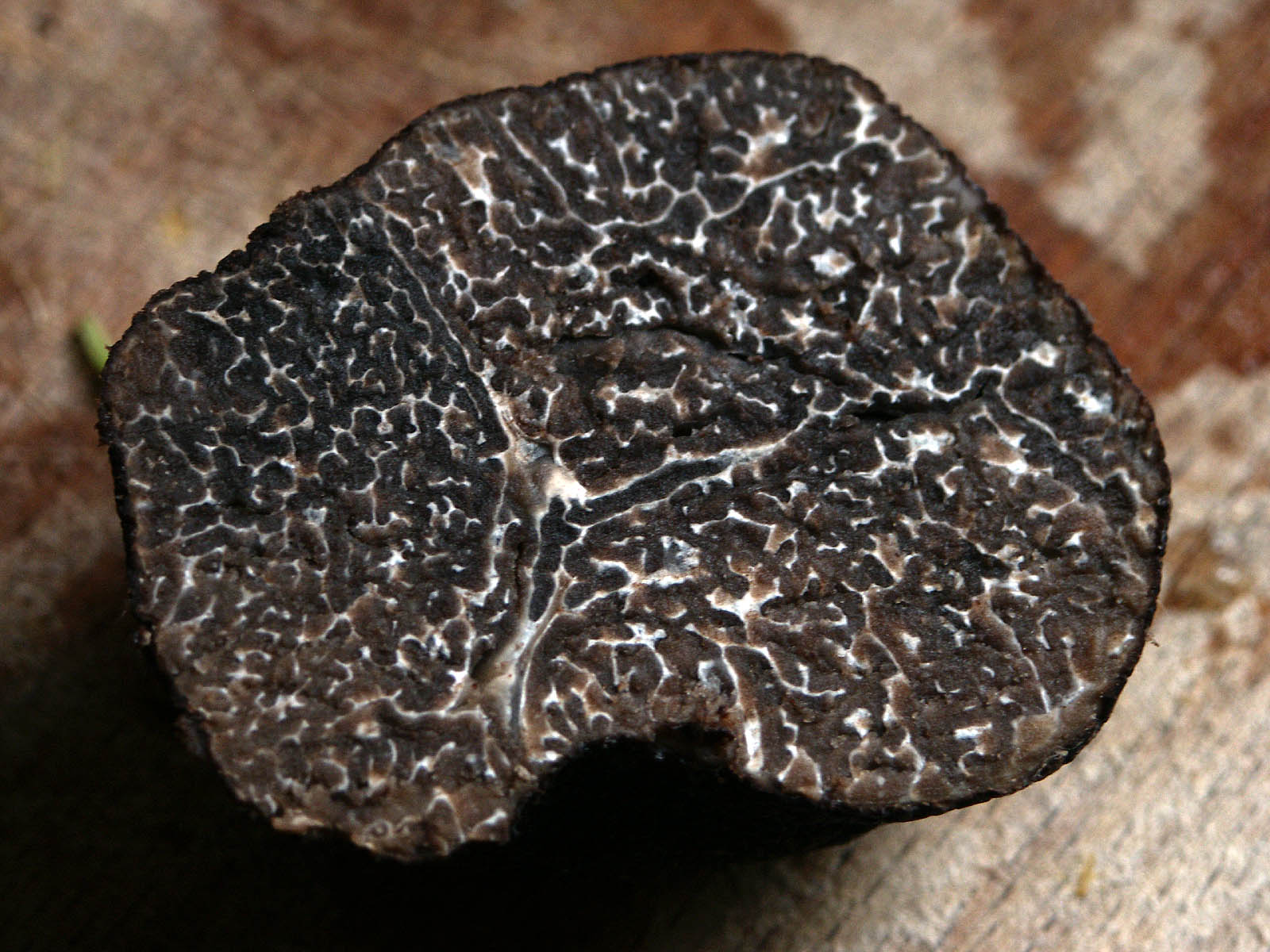
Nấm cục đen

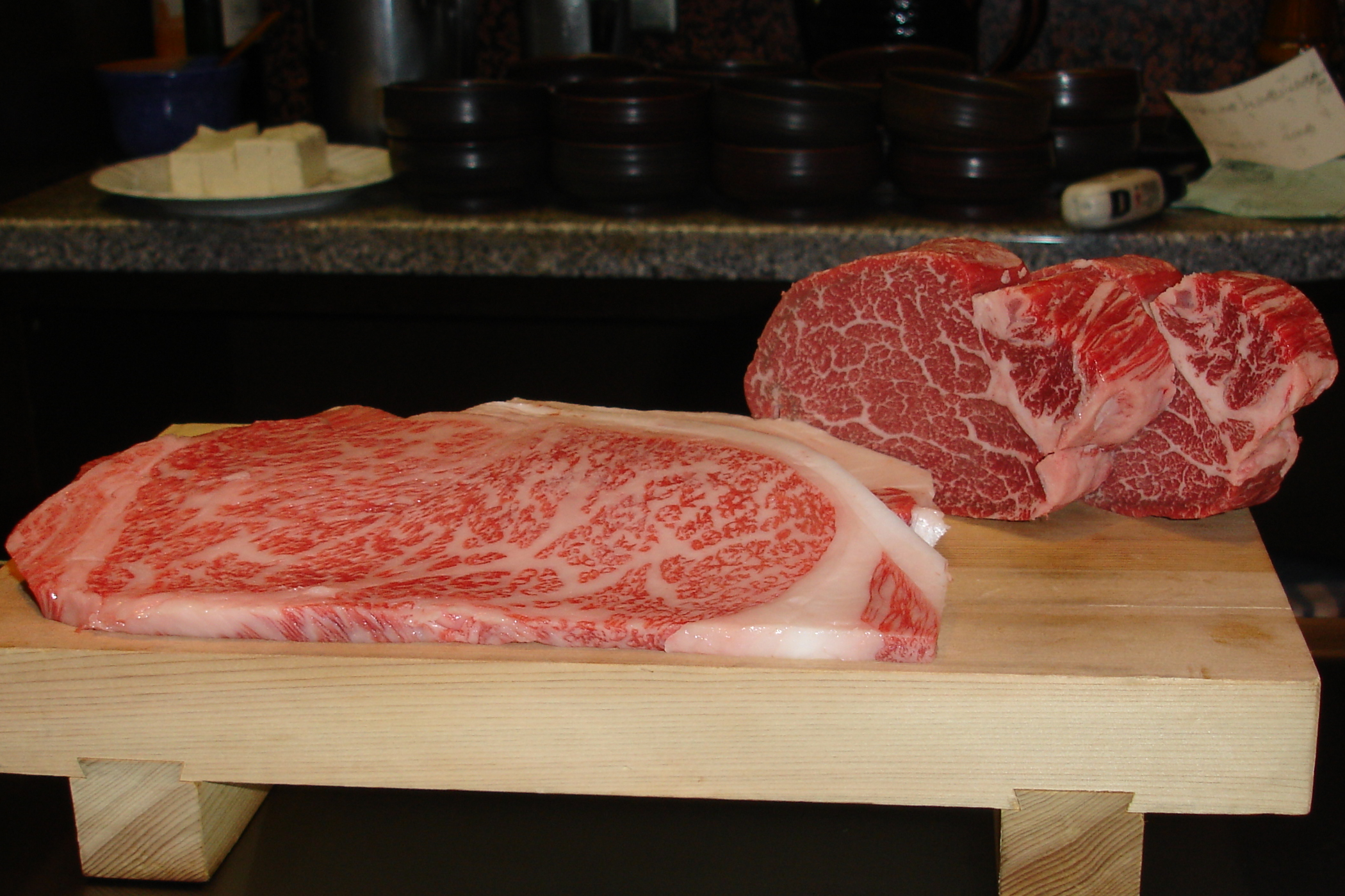
Thịt bò Kobe

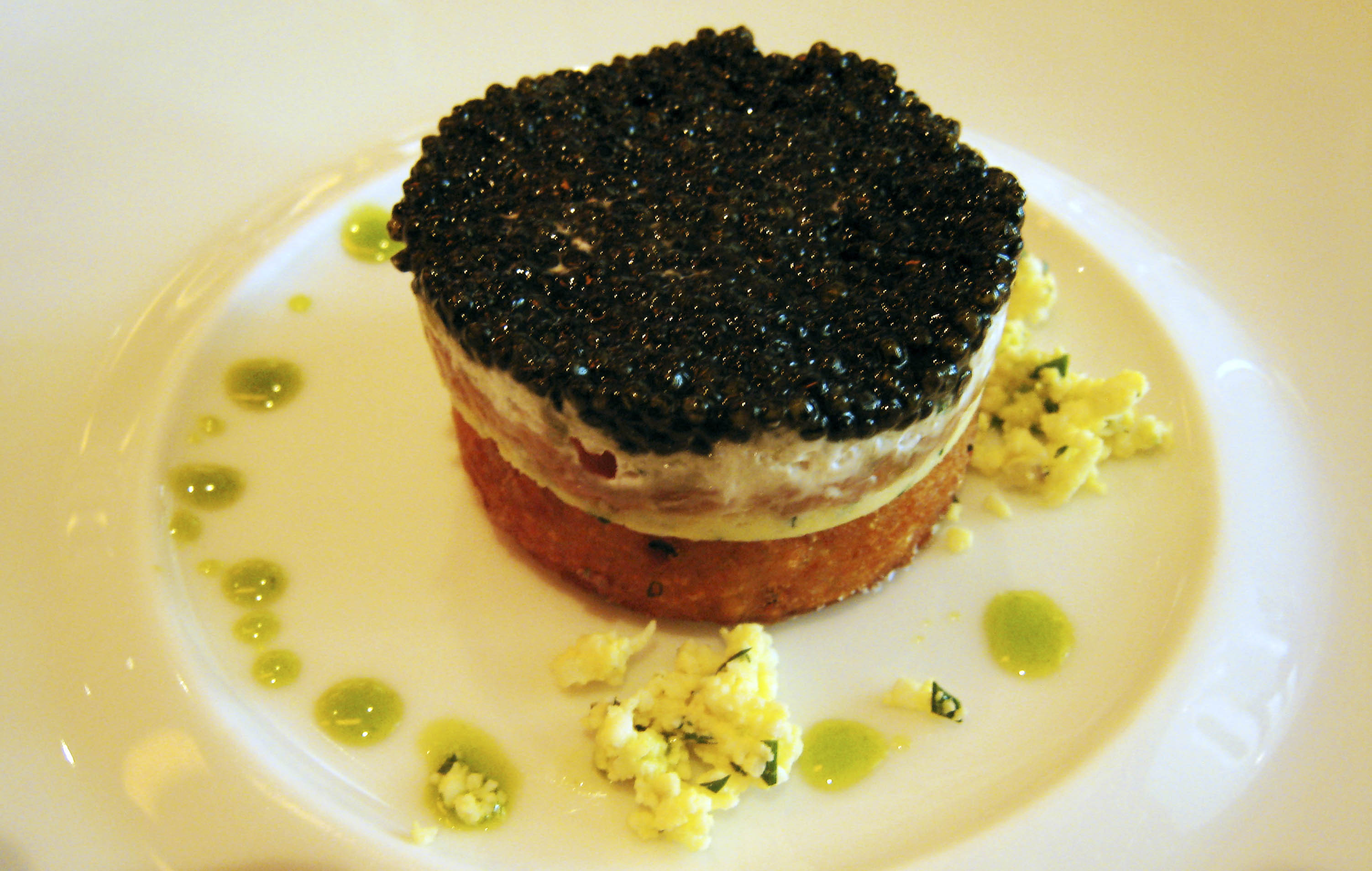
Trứng cá muối Ossetra Iran hoang dã

Món ngon, hay mỹ vị, là các món ăn quý hiếm rất được ưa chuộng, do sự tinh tế hoặc đặc biệt của nó trong một nền văn hóa hoặc khu vực nhất định. Một món ngon có thể có hương vị khác thường và đắt tiền so với những món ăn hàng ngày.
Văn hóa đóng một vai trò quan trọng trong việc xác định những món ăn gì được coi là một món ngon. Sự sẵn có của thực phẩm hoặc các thành phần cụ thể có thể xác định các loại món ngon gắn liền với các nền văn hóa khác nhau.